# شیروایشی مونه‌زانه
Shiroishi Munezane (白石宗実) (1553?–1599) یک سامورایی ژاپنی از دوره سنگوکو از طریق دوره آزوچی-مومویاما بود که به عنوان نگهدارنده قبیله Date خدمت می کرد. او عنوان درباری Wakasa no kami را داشت.
Munezane ابتدا به Date Terumune خدمت کرد و در مبارزات بعدی ترومونه شرکت کرد. پس از چندین سال خدمت به Masamune، Munezane منطقه Shiomatsu را به عنوان خانواده خود در سال 1586 دریافت کرد. زمانی که تاریخ سه سال بعد به آیزو حمله کرد، مونزانه زیر نظر تاریخ شیگزانه خدمت کرد، که بعداً نقش فعالی در شکست خانواده آشینا ایفا کرد. به دلیل خدمات برجسته خود در این درگیری، مونیزان دامنه میزوساوا و یک فیف درآمدی 15000 کوکو دریافت کرد. در 1590s، Munezane به کره رفت و به عنوان بخشی از حمله تویوتومی Hideyoshi به شبه جزیره کره جنگید.
Munezane در حالی که در فوشیمی، در 1599، در سن 46 سالگی درگذشت. پسر خوانده اش شیرویشی موننائو جانشین او شد.